# 朱シュク
朱 橚（しゅ しゅく、至正21年9月9日（1361年10月8日）- 洪熙元年閏7月20日（1425年9月2日））は、明の皇族。
明の太祖洪武帝の五男。母は正妻の馬皇后。皇太子の朱標や第3代皇帝となった永楽帝朱棣の同母弟。

## 生涯
洪武3年（1370年）、呉王に封じられた。洪武7年（1374年）に軍事政策で対立したことで洪武帝の怒りを買い、洪武11年（1378年）に周王に改封された。洪武22年（1389年）には無断で封地より離れる禁制を無視し開封を無断で離れ鳳陽に移動したことから応天府に召還された。その際に洪武帝による処分が予定されたが朱標の弁護で不問とされた。
洪武31年（1398年）に洪武帝が崩御し、甥である朱允炆が即位すると、建文帝と側近の斉泰と黄子澄らは藩王勢力の削減を図り、朱橚がその対象とされた。当時10歳、さらに精神疾患を患っていた朱橚の次男で汝南王に封じられていた朱有爋が朱橚に叛意ありと皇帝に密告した。斉泰らはこの密告を容れ李景隆率いる軍勢により朱橚を逮捕、朱橚は有罪として庶人に落とされ、雲南に流刑とされた。
後に靖難の変により同母兄の朱棣が即位すると、王籍に復すことを許された。永楽18年（1420年）、永楽帝より謀反の罪で捕らえられたが、後に許された。洪熙元年（1425年）に死去。
学問に優れ、飢饉でも食べることができる野草の研究などをしていた。これに関する著として『救荒本草』がある。

## 子
1. 周憲王 朱有燉 - 嗣子はなかった。
2. 汝南王 朱有爋 - 有罪として庶人。
3. 順陽懐荘王 朱有烜
4. 祥符王 朱有爝（後の周簡王）
5. 新安王 朱有熹 - 有罪として庶人。
6. 永寧靖僖王 朱有灮
7. 汝陽恭僖王 朱有煽
8. 鎮平恭定王 朱有爌
9. 宜陽康簡王 朱有炥
10. 遂平悼恭王 朱有熲
11. 封邱康懿王 朱有熅
12. 羅山悼恭王 朱有熼
13. 内郷恭荘王 朱有焵
14. 胙成荘簡王 朱有燆
15. 固始王 朱有𤊟[1]